# Torres Dániel
Torres Dániel (Quito, Ecuador, 1982. február 18. –) ecuadori-magyar énekes, színész.

## Élete
1988-ban költözött Magyarországra édesanyjával. Középiskolai tanulmányait a Gundel Károly Vendéglátóipari és Idegenforgalmi Szakképző Iskolában végezte, mint idegenforgalmi ügyintéző. Anyanyelve a magyar és a spanyol, de jól beszél angolul és németül is.
1994-ben kapta meg élete első gitárját. Az első dal, amit megtanult eljátszani, a Nothing Else Matters volt a Metallicától. A gimnáziumi évei alatt is volt egy együttese Adenoma néven, aminek a gitárosa, énekese és szövegírója is volt egyben.
Az ország egyik tehetségkutatójának, a Megasztárnak a második szériájában lett ismert énekes. Negyedik helyezést ért el. 2005-ben megalakult a Torres Dani és a Veni Styx nevű együttes, melynek tagjai Németh Balázs Attila, Süveg Mátyás, Popovics Gergely és Papp Szabolcs. Két albumuk jelent meg. 2007-ben feloszlottak.
Dani 2009 áprilisában a Song of the Year nevű, nemzetközi dalszerző versenyen rock kategóriában második helyezést ért el Drivin' című dalával.

## Film- és sorozatszerepei
- Jóban Rosszban (sorozat, 2011–2012) ...MC Tomi
- Las aventuras del capitán Alatriste (spanyol sorozat, 2015) ...Mayordomo
- Váltságdíj (amerikai sorozat, 2018) ...őr
- Ambassadøren (dán film, 2020) ...őr
- Barátok közt (sorozat, 2021) ...José Armando Franco
- People Like You (amerikai film, 2022) ...hajléktalan férj
- Brigi és Brúnó (sorozat, 2022) ...pincér
- 129 (film, 2023) ...Rocksztár hologram
- A mi kis falunk (sorozat, 2024) ...Brian
- Hunyadi (sorozat, 2025) ...tábori őrszem

## Lemezei
| Év   | Album                         | Legmagasabb helyezés                   | Minősítés    |
| Év   | Album                         | MAHASZ Top 40 album- és válogatáslemez | Minősítés    |
| ---- | ----------------------------- | -------------------------------------- | ------------ |
| 2005 | Versus - Megjelenés: 2005.    | 3                                      | - Aranylemez |
| 2007 | Revolutio - Megjelenés: 2007. | 16                                     |              |

## Könyvei
- Én, Torres (2005)